# Курузан, Василе
Корнели Василе Курузан (рум. Corneli Vasile Curuzan; 19 марта 1974, Тулча) — румынский гребец-байдарочник, выступал за сборную Румынии в конце 1990-х — середине 2000-х годов. Участник двух летних Олимпийских игр, серебряный и бронзовый призёр чемпионатов мира, бронзовый призёр чемпионата Европы, победитель многих регат национального и международного значения.

## Биография
Василе Курузан родился 19 марта 1974 года в городе Тулча. Активно заниматься греблей начал с раннего детства, проходил подготовку в Бухаресте в столичном спортивном клубе «Стяуа».
Первого серьёзного успеха на взрослом международном уровне добился в 1999 году, когда попал в основной состав румынской национальной сборной и побывал на чемпионате Европы в хорватском Загребе, откуда привёз награду бронзового достоинства, выигранную в зачёте четырёхместных байдарок на дистанции 500 метров. Кроме того, в этом сезоне выступил на чемпионате мира в Милане, где стал бронзовым призёром в четвёрках на дистанции 1000 метров.
Благодаря череде удачных выступлений Курузан удостоился права защищать честь страны на летних Олимпийских играх 2000 года в Сиднее. Стартовал в программе двоек в паре с Ромикэ Шербаном на пятистах метрах и в программе четвёрок на тысяче метрах — в обоих случаях сумел дойти лишь до стадии полуфиналов, где оба раза финишировал шестым.
После сиднейской Олимпиады Курузан остался в основном составе гребной команды Румынии и продолжил принимать участие в крупнейших международных регатах. Так, в 2001 году он завоевал серебряную медаль на европейском первенстве в Милане, среди байдарок-четвёрок на двухстах метрах, а также взял серебро на мировом первенстве в польской Познани, среди четвёрок на пятистах метрах. Два года спустя на чемпионате мира в американском Гейнсвилле дважды поднимался на пьедестал почёта, получил серебряные медали в зачёте четырёхместных экипажей на дистанциях 200 и 500 метров.
Будучи одним из лидеров румынской национальной сборной, благополучно прошёл квалификацию на Олимпийские игры 2004 года в Афинах — в километровой программе четырёхместных байдарок дошёл до финала и показал в решающем заезде седьмой результат. Вскоре по окончании этих соревнований принял решение завершить карьеру профессионального спортсмена, уступив место в сборной молодым румынским гребцам.